# Guchengzhai
Guchengzhai (古城寨; 古城砦; Gǔchéngzhài) är en arkeologisk lokal efter en forna kinesisk stad i Henanprovinsen. Guchengzhai tillhörde Longshankulturen och är daterad 2200 till 2000 f.Kr. Staden ligger vid Qinshuiflodens östra strand, och söder om samhället Dafangzhuang i Quliang socken i Xinmi.
Guchengzhai var omsluten av en försvarsmur. Det muromslutna området upptar ungefär 17 hektar och de fyra sidornas murarna är från 336 till 460 meter långa. Det finns en port i norra- och en i södra muren. Muren var omsluten av en vallgrav vars bredd var 34 till 90 meter.
I norra delen av orådet finns en plattform med fundament för ett mindre palats.
Guchengzhai var tillsammans med Xinzhai och Wangchenggang tre murbefästa städer i Longshankulturens södra område. Det rådde fientlighet och en konkurrenssituation mellan närliggande staden Xinzhai och Guchengzhai.
Guchengzhai var även bebodd under Shangdynastin (cirka 1600–1046 f.Kr.) och då byggdes nya försvarsmurar.